# マジック・サム
マジック・サム（Magic Sam,  1937年2月14日 - 1969年12月1日）は米国のブルース・ギタリスト、シンガー。本名はサミュエル・ジーン・マゲット。50年代から60年代にかけてシカゴで活躍し、オーティス・ラッシュ、バディ・ガイらとともにシカゴ・ブルースに新風を吹き込んだ。

## 来歴
1937年2月14日、サムはミシシッピ州中部の街のグレナダの郊外で生まれた。1950年、家族に連れられシカゴへ移住。シル・ジョンソンと出会い、彼からギターを教わる。50年代半ばには、シカゴのブルース・クラブに出演するようになっていた。
1957年、コブラ・レコードへ初のレコーディングを行う。同レーベルには57年、58年とレコーディングを重ね、"All Your Love"を始め、計4枚のシングルをリリースした。1959年にコブラが倒産した後、サムは兵役に着くが脱走してしまい、脱走罪で刑務所に服役している。
1960年、音楽活動を再開したサムは、60年、61年とチーフ・レコードでレコーディングを行い、シングルを4枚リリースした。チーフの作品はコブラの作品と比べてよりR&B色が強くなっている。このあと、暫くレコーディングから遠ざかってしまう。やがてサムはボブ・ケスターのデルマーク・レコードと契約し、1967年には、初のオリジナル・アルバム、West Side Soulをリリース、1969年にセカンド・アルバムBlack Magicをリリースした。同年、アメリカン・フォーク・ブルース・フェスティバル出演のために渡欧。アン・アーバー・ブルース・フェスティバルへの出演も果たしたが、69年の12月1日、サムは心臓発作により32歳の若さで急死してしまった。
生前にリリースしたアルバムは僅か2枚しかないが、没後も未発表曲を収録したアルバムがリリースされ続けている。中でも1981年にリリースされたライブ盤Magic Sam Liveは、スタジオ作では味わうことの出来ない、サムの演奏の勢いを感じさせる内容となっている。63年と64年のシカゴのクラブでの演奏と69年のアン・アーバー・ブルース・フェスティバルを収録したもので、没後のリリースながらサムの代表作として知られている。
2002年には、更にシカゴでの未発表ライブの収録したRockin' Wild in Chicagoがリリースされた。

## ディスコグラフィー
- 1967年 West Side Soul (Delmark)
- 1969年 Black Magic (Delmark)
- 1981年 Magic Sam Live (Delmark)
- 1989年 The Magic Sam Legacy (Delmark)
- 1991年 Give Me Time (Delmark)
- 1992年 Magic Touch (Black Top)
- 2002年 Rockin' Wild in Chicago (Delmark)
- 2007年 Live 1969 Raw Blues  (Floating W)

### 編集盤
- 1980年 Out of Bad Luck (P-Vine)
- 1984年 The Late Great Magic Sam (Evidence Music)
- 2001年 With a Feeling 57-67: The Cobra, Chief & Crash Recordings (West Side)
- 2003年 Out of Bad Luck: The Cobra, Chief & Crash Sessions, 1957-1966 (P-Vine)